# Lijst van rijksmonumenten in Middelburg (gemeente)
De gemeente Middelburg telt 1.157 inschrijvingen in het rijksmonumentenregister. Hieronder een overzicht. 

## Arnemuiden
De plaats Arnemuiden kent 12 rijksmonumenten:
| Object                                                                      | Oorspronkelijke functie?  | Bouwjaar              | Architect | Locatie         | Coördinaten?                  | Nr.?   | Afbeelding        |
| --------------------------------------------------------------------------- | ------------------------- | --------------------- | --------- | --------------- | ----------------------------- | ------ | ----------------- |
| Woonhuis met één bouwlaag en een kapverdieping op rechthoekige plattegrond. | Woonhuis                  | 1904                  |           | Veerseweg 2     | 51° 30' 40" NB, 3° 41' 12" OL | 508349 | Meer afbeeldingen |
| Dwarsdeelschuur met één bouwlaag en kap, op rechthoekige plattegrond        | Boerderij                 | 1924                  |           | Veerseweg 2     | 51° 30' 40" NB, 3° 41' 12" OL | 508350 | Meer afbeeldingen |
| Schaapskooi                                                                 | Boerderij                 | vermoedelijk 19e eeuw |           | Veerseweg 2     | 51° 30' 40" NB, 3° 41' 12" OL | 508351 | Upload foto       |
| Varkenshok                                                                  | Boerderij                 | 1900-1920             |           | Veerseweg 2     | 51° 30' 40" NB, 3° 41' 12" OL | 508352 | Upload foto       |
| Station Arnemuiden                                                          | Transport                 | 1871                  |           | Stationsplein 7 | 51° 30' 5" NB, 3° 40' 11" OL  | 508354 | Meer afbeeldingen |
| Uurwerk van de dorpskerk met de aanduiding van hoog- en laag water          | Kerk en kerkonderdeel     | eerste helft 17e eeuw |           | Markt 10        | 51° 30' 2" NB, 3° 40' 25" OL  | 8286   | Meer afbeeldingen |
| Nooitgedacht                                                                | Industrie- en poldermolen | 1736/1981             |           | Molenweg 47     | 51° 30' 1" NB, 3° 40' 4" OL   | 8287   | Meer afbeeldingen |
| Scheepswerf Meerman: grote of bouwloods                                     | Industrie                 | ca. 1870              |           | Zuidwal 63      | 51° 29' 58" NB, 3° 40' 22" OL | 528316 | Upload foto       |
| Scheepswerf Meerman: kleine of zaagloods                                    | Industrie                 | ca. 1870              |           | Zuidwal bij 63  | 51° 29' 57" NB, 3° 40' 23" OL | 528317 | Upload foto       |
| Scheepswerf Meerman: pik of pekkot                                          | Industrie                 | ca. 1870              |           | Zuidwal bij 63  | 51° 29' 57" NB, 3° 40' 21" OL | 528318 | Upload foto       |
| Scheepswerf Meerman: scheepshelling                                         | Industrie                 | ca. 1870              |           | Zuidwal bij 63  | 51° 29' 56" NB, 3° 40' 22" OL | 530010 | Upload foto       |
| Bolwerk ibastion met voorliggende gracht                                    | Gracht                    |                       |           |                 | 51° 30' 8" NB, 3° 39' 40" OL  | 482105 | Upload foto       |

## Brigdamme
De buurtschap Brigdamme kent 2 rijksmonumenten:
| Object          | Oorspronkelijke functie? | Bouwjaar | Architect | Locatie      | Coördinaten?                  | Nr.?  | Afbeelding        |
| --------------- | ------------------------ | -------- | --------- | ------------ | ----------------------------- | ----- | ----------------- |
| 'De kersenburg' | Boerderij                |          |           | Noordweg 381 | 51° 31' 4" NB, 3° 36' 18" OL  | 29375 | Meer afbeeldingen |
| Welgelegen      | Boerderij                | 1662     |           | Noordweg 402 | 51° 31' 10" NB, 3° 36' 24" OL | 29735 | Meer afbeeldingen |

## Kleverskerke
De plaats Kleverskerke kent 1 rijksmonument:
| Object                        | Oorspronkelijke functie? | Bouwjaar       | Architect | Locatie     | Coördinaten?                  | Nr.?  | Afbeelding                    |
| ----------------------------- | ------------------------ | -------------- | --------- | ----------- | ----------------------------- | ----- | ----------------------------- |
| Terrein waarin een vluchtberg | Archeologisch monument   | 11e - 13e eeuw |           | Dorpsstraat | 51° 31' 16" NB, 3° 39' 54" OL | 45562 | Terrein waarin een vluchtberg |

## Middelburg
De plaats Middelburg kent 1118 rijksmonumenten, waarvan 1099 in de binnenstad, zie voor deze de lijst van rijksmonumenten in Middelburg (binnenstad).

De 19 items buiten de binnenstad zijn:
| Object                                                                                  | Oorspronkelijke functie?  | Bouwjaar     | Architect    | Locatie                   | Coördinaten?                  | Nr.?   | Afbeelding                              |
| --------------------------------------------------------------------------------------- | ------------------------- | ------------ | ------------ | ------------------------- | ----------------------------- | ------ | --------------------------------------- |
| Boernehofstede                                                                          | Boerderij                 |              |              | Segeersstraat 11          | 51° 29' 39" NB, 3° 37' 27" OL | 29476  | Meer afbeeldingen                       |
| Begraafplaats Portugese joden                                                           | Begraafplaats en -onderdl | 17e-18e eeuw |              | Jodengang bij 17          | 51° 30' 2" NB, 3° 36' 13" OL  | 29015  | Meer afbeeldingen                       |
| Ons Genoegen                                                                            | Industrie- en poldermolen | 1847/1971    |              | Oude Vlissingseweg 57     | 51° 29' 7" NB, 3° 36' 43" OL  | 29389  | Meer afbeeldingen                       |
| Stationsgebouw met perronoverkapping                                                    | Transport                 | 1872         |              | Kanaalweg 22              | 51° 29' 43" NB, 3° 37' 5" OL  | 29017  | Meer afbeeldingen                       |
| Buitenplaats torenvliedt                                                                | Kasteel, buitenplaats     |              |              | Koudekerkseweg 129        | 51° 29' 25" NB, 3° 35' 51" OL | 29126  | Meer afbeeldingen                       |
| 'Overwater'                                                                             | Kasteel, buitenplaats     |              |              | Langevielesingel 10       | 51° 29' 55" NB, 3° 36' 11" OL | 29254  | Meer afbeeldingen                       |
| Buitenplaats 'Roos en doorn'                                                            | Kasteel, buitenplaats     |              |              | Noordsingel 158           | 51° 30' 16" NB, 3° 36' 34" OL | 29374  | Meer afbeeldingen                       |
| Buitenhuis 'Gaternisse'                                                                 | Woonhuis                  |              |              | Oude Vlissingseweg 3      | 51° 29' 35" NB, 3° 36' 49" OL | 29388  | Meer afbeeldingen                       |
| Kantoor en dienstgebouw voormalige PZEM                                                 | Handel en kantoor         | 1937         | A. Rothuizen | Poelendaelesingel 12      | 51° 29' 36" NB, 3° 36' 36" OL | 508333 | Kantoor en dienstgebouw voormalige PZEM |
| Boreel                                                                                  | Gemaal                    | 1929         |              | nabij Poelendaelesngl 10  | 51° 29' 31" NB, 3° 36' 29" OL | 508334 | Meer afbeeldingen                       |
| Buitenplaats 'Rozenburg'                                                                | Kasteel, buitenplaats     |              |              | Segeersweg 9              | 51° 29' 44" NB, 3° 37' 24" OL | 29475  | Meer afbeeldingen                       |
| De Sprenck                                                                              | Woonhuis                  | 1904-1905    |              | Seissingel 4              | 51° 30' 16" NB, 3° 36' 28" OL | 508322 | Meer afbeeldingen                       |
| De Sprenck: gemetselde brug met inritpalen en toegangshek                               | Brug                      | 1904-1905    |              | Seissingel 4              | 51° 30' 16" NB, 3° 36' 28" OL | 508323 | Upload foto                             |
| Overdamme                                                                               | Woonhuis                  | 1913         |              | Seissingel 10             | 51° 30' 10" NB, 3° 36' 25" OL | 508344 | Upload foto                             |
| Buitenplaats 'De griffioen'                                                             | Kasteel, buitenplaats     |              |              | Seissingel 100            | 51° 29' 57" NB, 3° 36' 7" OL  | 29486  | Meer afbeeldingen                       |
| De Koning                                                                               | Industrie- en poldermolen | 1882         |              | Veerseweg 80              | 51° 30' 20" NB, 3° 37' 39" OL | 29611  | Meer afbeeldingen                       |
| Zandvoort                                                                               | Boerderij                 |              |              | Walcherseweg 245          | 51° 30' 28" NB, 3° 35' 11" OL | 29728  | Meer afbeeldingen                       |
| Woonhuis en aangebouwd zomerhuis in steen met pannen zadeldaken, beide met achterafhang | Woonhuis                  |              |              | Walcherseweg 256          | 51° 30' 30" NB, 3° 35' 6" OL  | 29707  | Meer afbeeldingen                       |
| IJzeren toegangshek van de algemene begraafplaats                                       | Begraafplaats en -onderdl | 1850-1900    |              | West Oude Havendijk bij 3 | 51° 29' 51" NB, 3° 37' 38" OL | 508343 | Meer afbeeldingen                       |

## Nieuwe Abeele
De buurtschap Nieuwe Abeele kent 5 rijksmonumenten:
| Object          | Oorspronkelijke functie? | Bouwjaar | Architect | Locatie | Coördinaten?                  | Nr.?   | Afbeelding  |
| --------------- | ------------------------ | -------- | --------- | ------- | ----------------------------- | ------ | ----------- |
| Kazemat (B10)   | Open verdedigingswerk    | 1943     |           |         | 51° 28' 49" NB, 3° 35' 31" OL | 529395 | Upload foto |
| Kazemat (B10)   | Open verdedigingswerk    | 1943     |           |         | 51° 28' 49" NB, 3° 35' 32" OL | 529396 | Upload foto |
| Wapendepot      | Militaire opslagplaats   | 1943     |           |         | 51° 28' 45" NB, 3° 36' 1" OL  | 529397 | Upload foto |
| Tankhindernis   | Open verdedigingswerk    | 1943     |           |         | 51° 28' 46" NB, 3° 36' 0" OL  | 529398 | Upload foto |
| Legeringsgebouw | Militair verblijfsgebouw | 1943     |           |         | 51° 28' 36" NB, 3° 35' 56" OL | 529399 | Upload foto |

## Nieuw- en Sint Joosland
De plaats Nieuw- en Sint Joosland kent 5 rijksmonumenten:
| Object | Oorspronkelijke functie?  | Bouwjaar | Architect | Locatie          | Coördinaten?                  | Nr.?   | Afbeelding                                            |
| --- | ------------------------- | -------- | --------- | ---------------- | ----------------------------- | ------ | ----------------------------------------------------- |
| Zeeuwse hoeve aan de Binnendijk 3                                                                          | Boerderij                 | 1676     |           | Binnendijk 3     | 51° 28' 15" NB, 3° 40' 6" OL  | 47067  | Meer afbeeldingen                                     |
| Zeeuwse hoeve                                                                                              | Boerderij                 | 1705     |           | Binnendijk 5     | 51° 28' 21" NB, 3° 40' 11" OL | 368849 | Meer afbeeldingen                                     |
| Bakstenen pijlers voorzien van schilddragende leeuwen                                                      | Erfscheiding              |          |           | Kerkplein bij 1A | 51° 28' 58" NB, 3° 39' 25" OL | 29732  | Bakstenen pijlers voorzien van schilddragende leeuwen |
| Buiten Verwachting                                                                                         | Industrie- en poldermolen | 1874     |           | Molenweg 35      | 51° 28' 45" NB, 3° 39' 16" OL | 29733  | Meer afbeeldingen                                     |
| Woonhuis bestaande uit twee gedeelten onder zadeldak van ongelijke hoogte L-vormig tegen elkaar aangebouwd | Woonhuis                  | 17e eeuw |           | Rijksweg 49      | 51° 29' 21" NB, 3° 40' 2" OL  | 29730  | Meer afbeeldingen                                     |

## Sint Laurens
De plaats Sint Laurens kent 5 rijksmonumenten:
| Object                 | Oorspronkelijke functie?  | Bouwjaar | Architect | Locatie              | Coördinaten?                  | Nr.?   | Afbeelding             |
| ---------------------- | ------------------------- | -------- | --------- | -------------------- | ----------------------------- | ------ | ---------------------- |
| Hervormde kerk         | Kerk en kerkonderdeel     | 1644     |           | Van Cittersstraat 69 | 51° 31' 43" NB, 3° 36' 11" OL | 29734  | Meer afbeeldingen      |
| Voormalig gemeentehuis | Bestuursgebouw en onderdl | 1931     |           | Noordweg 493         | 51° 31' 42" NB, 3° 36' 20" OL | 508325 | Voormalig gemeentehuis |
| Interbellum woning     | Woonhuis                  | 1931     |           | Noordweg 491         | 51° 31' 41" NB, 3° 36' 20" OL | 508326 | Interbellum woning     |
| Groenoord              | Dienstwoning              | 1931     |           | Noordweg 497         | 51° 31' 43" NB, 3° 36' 20" OL | 508327 | Groenoord              |
| Romp van molen De Hoop | Industrie- en poldermolen | 1721     |           | Noordweg 482         | 51° 31' 30" NB, 3° 36' 22" OL | 522578 | Meer afbeeldingen      |

## Ter Hooge
De buurtschap Ter Hooge kent 9 rijksmonumenten:
| Object                    | Oorspronkelijke functie?  | Bouwjaar                          | Architect | Locatie                | Coördinaten?                  | Nr.?   | Afbeelding            |
| ------------------------- | ------------------------- | --------------------------------- | --------- | ---------------------- | ----------------------------- | ------ | --------------------- |
| Hof Ter Hooge             | Boerderij                 |                                   |           | Breeweg 79             | 51° 29' 35" NB, 3° 35' 16" OL | 527115 | Upload foto           |
| Boerderij                 | Boerderij                 | 1598 (jaartalankers)              |           | Breeweg 102            | 51° 29' 39" NB, 3° 35' 22" OL | 29729  | Boerderij             |
| Ter Hooge: kasteel        | Kasteel, buitenplaats     | 1750-1760                         |           | Koudekerkseweg 200     | 51° 29' 26" NB, 3° 35' 18" OL | 515598 | Meer afbeeldingen     |
| Ter Hooge: parkaanleg     | Tuin, park en plantsoen   | 18e eeuw en tweede kwart 19e eeuw |           | Koudekerkseweg bij 200 | 51° 29' 26" NB, 3° 35' 17" OL | 515600 | Ter Hooge: parkaanleg |
| Ter Hooge: oranjerie      | Bijgebouwen kastelen enz. | laatste kwart 19e eeuw            |           | Koudekerkseweg bij 200 | 51° 29' 26" NB, 3° 35' 26" OL | 515601 | Meer afbeeldingen     |
| Ter Hooge: dienstwoningen | Bijgebouwen kastelen enz. | eerste kwart 19e eeuw             |           | Koudekerkseweg bij 200 | 51° 29' 27" NB, 3° 35' 24" OL | 515602 | Upload foto           |
| Ter Hooge: bruggen        | Tuin, park en plantsoen   | derde kwart 19e eeuw              |           | Koudekerkseweg bij 200 | 51° 29' 29" NB, 3° 35' 15" OL | 515603 | Upload foto           |
| Ter Hooge: tuinornamenten | Tuin, park en plantsoen   | 19e eeuw                          |           | Koudekerkseweg bij 200 | 51° 29' 22" NB, 3° 35' 35" OL | 515604 | Upload foto           |
| Ter Hooge: graf van Hoes  | Tuin, park en plantsoen   | eerste kwart 18e eeuw             |           | Koudekerkseweg bij 200 | 51° 29' 27" NB, 3° 35' 18" OL | 527114 | Upload foto           |

Borsele ·
Goes ·
Hulst ·
Kapelle ·
Middelburg ·
Noord-Beveland ·
Reimerswaal ·
Schouwen-Duiveland ·
Sluis ·
Terneuzen ·
Tholen ·
Veere ·
Vlissingen